# Comité coréen de la technologie spatiale
Le Comité coréen de la technologie spatiale (en anglais : Korean Committee of Space Technology, KCST, chosŏn'gŭl : 조선우주공간기술위원회, hanja : 朝鮮宇宙空間技術委員會) était l'agence spatiale de la Corée du Nord, responsable du programme spatial national. Il a été remplacé en 2013 par l'Administration nationale du développement aérospatial (NADA).

## Historique

Lancements de missiles et de fusées nord-coréens de 1998 à 2017

Un seul programme spatial est connu pour Corée du nord, le programme Kwangmyŏngsŏng. Cinq satellites ont été lancés, avec un succès variable : 
| Satellite               | Date de lancement (UTC) | Fusée     | Site de lancement | Statut                   | But                                                               |
| ----------------------- | ----------------------- | --------- | ----------------- | ------------------------ | ----------------------------------------------------------------- |
| Kwangmyŏngsŏng-1        | 31 août 1998            | Paektusan | Musudan-ri        | N'a pas atteint l'orbite | Satellite expérimental                                            |
|                         | 4 juillet 2006          | Unha-1    |                   | Échec au lancement       | test de missile (Crise des missiles nord-coréens de juillet 2006) |
| Kwangmyŏngsŏng-2        | 5 avril 2009            | Unha-2    | Musudan-ri        | N'a pas atteint l'orbite | Satellite de communication                                        |
| Kwangmyŏngsŏng-3        | 13 avril 2012           | Unha-3    | Sohae             | Échec au lancement       | Satellite d'observation                                           |
| Kwangmyŏngsŏng-3 Unit 2 | 12 décembre 2012        | Unha-3    | Sohae             | Lancement réussi         | Satellite d'observation                                           |
| Kwangmyŏngsŏng-4        | 7 février 2016          | Unha      | Sohae             | Lancement réussi         | Satellite d'observation                                           |